# 동서로 (김제시)
동서로(Dongseo-ro)는 전북특별자치도 김제시 교월동에서 김제시 검산동을 잇는 도로이다

## 주요 경유지
전북특별자치도
- 김제시 (교월동 -  요촌동 -  신풍동 - 검산동)

## 노선
| 이름              | 접속 노선                              | 소재지          | 소재지          | 비고            |
| 벽골제로와 직결   | 벽골제로와 직결                        | 벽골제로와 직결 | 벽골제로와 직결 | 벽골제로와 직결 |
| ----------------- | -------------------------------------- | --------------- | --------------- | --------------- |
| (이름없음)        | 국도 제29호선 (벽성로) 벽골제로        | 김제시          | 교월동          |                 |
| (이름없음)        | 벽지산로                               | 김제시          | 교월동          |                 |
| 구산사거리        | 지방도 제712호선 (남북로)              | 김제시          | 요촌동          |                 |
| 금만사거리        | 화동길 동서9길                         | 김제시          | 요촌동          |                 |
| 터미널사거리      | 중앙로                                 | 김제시          | 요촌동          |                 |
| 비사벌사거리      | 도작로                                 | 김제시          | 신풍동          |                 |
| 검산 교차로       | 지방도 제714호선 (풍요로) (콩쥐팥쥐로) | 김제시          | 검산동          |                 |
| 콩쥐팥쥐로와 직결 |                                        |                 |                 |                 |

## 주요 시설및 건물
- 세븐일레븐 김제중앙병원점 (동서로 79/교동 123-6)
- 김제요촌동 우편취급국 (동서로 144/요촌동 521-20)
- 엔젤리너스 김제중앙점 (동서로 170/요촌동 159-2)
- LG유플러스 요촌동사거리점 (동서로 177/요촌동 212-5)
- 농협 중앙지점 (동서로 185/요촌동 213-4)
- 김제중앙초등학교 (동서로 193/요촌동 214-1)
- KT 김제지사 (동서로 198/요촌동 183-1)
- KT플라자 김제점 (동서로 198/요촌동 183-1)
- 현대자동차 김제지점 (동서로 222/요촌동 84-7)
- 파리바게뜨 김제터미널중앙점 (동서로 232/요촌동 68-1)
- 공차 김제터미널점 (동서로 235/요촌동 47-28)
- 올리브영 전북김제점 (동서로 240/요촌동 51-18)
- 김제종합버스터미널 (동서로 241/요촌동 47-24)
- 수협 김제수협 (동서로 253/요촌동 613-1)
- 투썸플레이스 김제터미널점 (동서로 256/요촌동 52-1)
- CU 요촌점 (동서로 257/요촌동 614-5)
- 기아자동차 오토큐 신풍점 (동서로 282/신풍동 584-5)
- 알뜰 천하주유소 (동서로 290/신풍동 585-1)
- 국민건강보험공단 김제지사 (동서로 317/검산동 912-27)
- 르노코리아자동차 김제대리점 (동서로 322/검산동 1052-3)
- S-OIL 오렌지주유소 (동서로 330/검산동 1052-9)